# Crucifix de don Fernando y doña Sancha

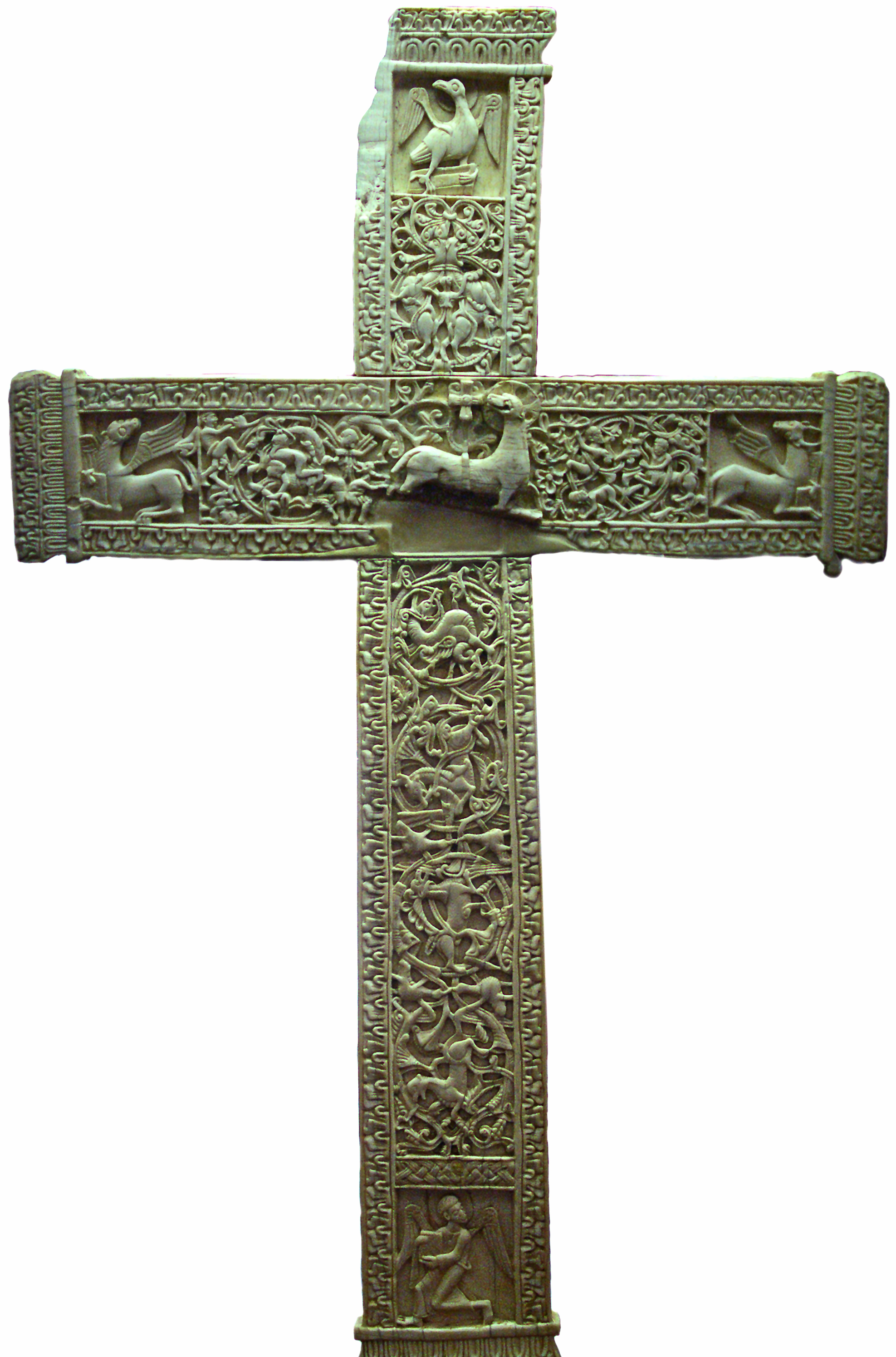
Revers del Crucifix de don Fernando y doña Sancha

El crucifix del don Fernando y doña Sancha, és una obra mestra en l'art de l'ebúrnia, datat prop de l'any 1063 i que es conserva al Museu Arqueològic Nacional d'Espanya.

Va ser una ofrena dels reis Ferran I de Lleó (c.1010-1065) i la seva esposa Sança I de Lleó (1013-1067), que formava part de l'aixovar que van regalar a la col·legiata de Sant Isidor de Lleó. Es creu que va ser el primer a l'edat mitjana d'Hispània amb la representació de la imatge de Crist, ja que era costum que les creus, ja fossin de materials nobles, com d'or o ivori o simplement de fusta, estiguessin realitzades sense imatges. A l'inventari de la dotació precisament s'aclareix aquest fet:
| « | ... una creu d'ivori amb la imatge del nostre Redemptor crucificat. | » |

## Descripció
- Mides de la creu: 52 centímetres d'alt, 34,5 cm de braços, 7 cm d'amplada i 1 cm de gruix.
- Mesura del Crist: 30,5 centímetres d'alt.

La imatge del Crist està tallada en ivori i és de ple volum i representat viu, amb el cap lleugerament inclinat cap a la dreta de cara ovalada on ressalten els grans ulls oberts amb les pupil·les incrustades amb pedra d'atzabeja i presenta una barba i bigoti amb els cabells ondulats; al cos té assenyalats els pectorals i les cames completament verticals, amb els peus traspassats per un clau individual cadascun; ha perdut els dits de la mà dreta. El perizonium o faldilla curta de pudor (o pany de puresa), el cobreix fins als genolls i està nuat a la cintura amb un gran llaç. A la part posterior del cos, com era comú té un buit per usar-lo com reliquiari. La creu on està clavat és creu llatina, amb una decoració a tota la seva vora de personatges que representen els benaurats ascendint al cel i d'altres personatges davallant als inferns. Hi ha imatges entremesclades d'animals i vegetals. Sobre el cap del Crist hi ha gravada la inscripció:
| « | IHCHAZAREHUSREXIVDEORV | » |

 I damunt també gravat a la creu la representació de Crist ressuscitat duen la creu. A la part inferior del braç més gran de la creu, sota els peus del Crist crucificat, es pot veure la figura d'Adam i una altra inscripció: 
| « | FREDINANDUSREX SANCIAREGINA | » |

El revers de la creu es troba completament tallat amb adorns vegetals, en el centre l'Agnus Dei, i als quatre extrems de la creu els símbols dels quatre evangelistes.